# Twin Peaks Tavern

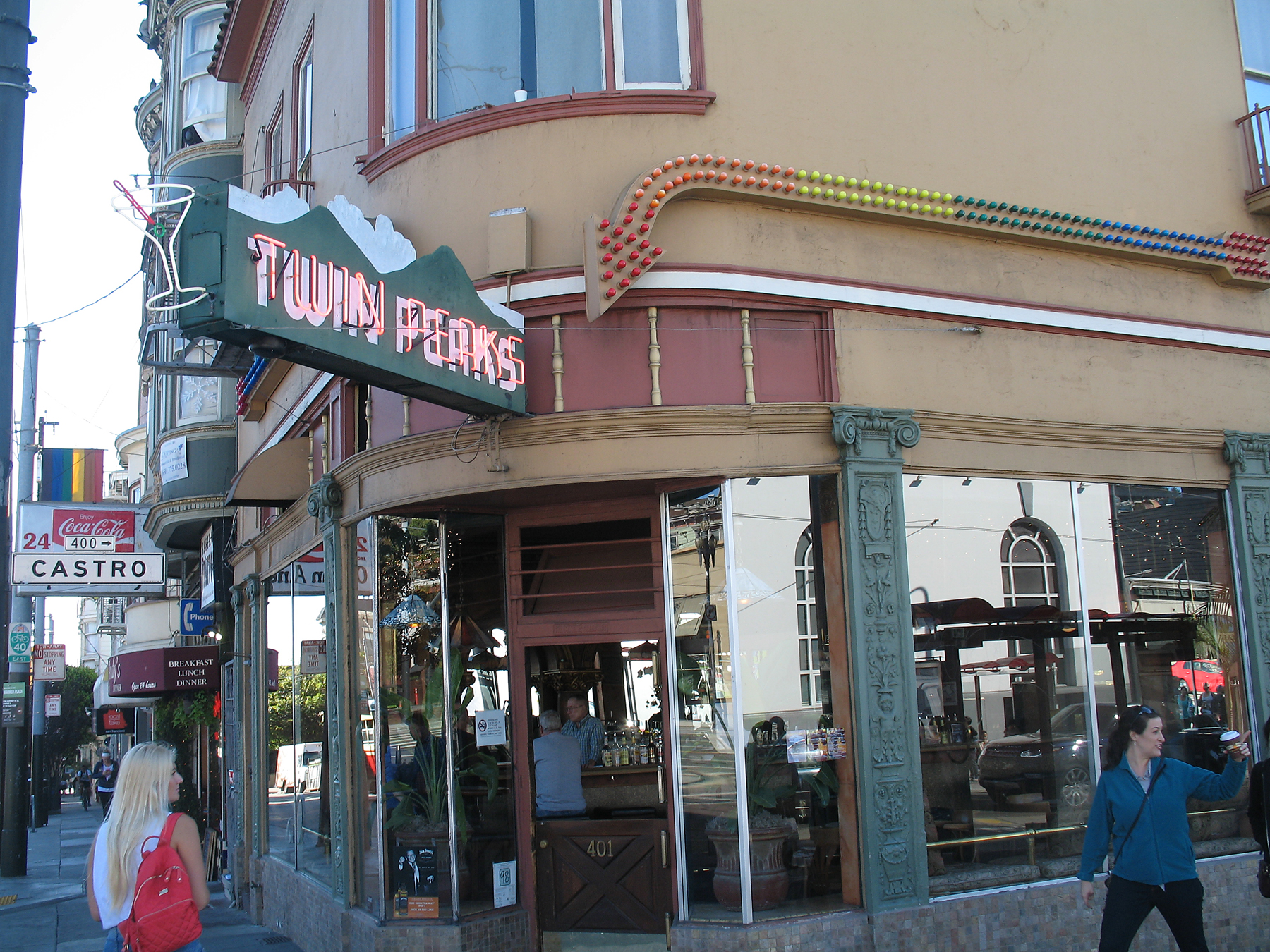
De Twin Peaks Tavern in San Francisco

De Twin Peaks Tavern is een homobar aan de 401 Castro Street in de Amerikaanse stad San Francisco. De zaak werd geopend in 1971 en was destijds een van de eerste openlijke homozaken van de Verenigde Staten.

## Geschiedenis
De Twin Peaks Tavern bevindt zich in een pand uit de jaren 1880 met een buitengevel uit 1923 in de stijl van de Mediterranean revival. Binnen bevindt zich een gedeeltelijke tussenvloer, een houten bar in U-vorm en een spiegelbar van voor de drooglegging.
De Twin Peaks Tavern was in 1935 geopend als een gewone bar. In 1971 werd de zaak overgenomen door de lesbische vriendinnen Mary Ellen Cunha en Peggy Forster, die een jaar later de raambekleding weghaalden, waarmee het vermoedelijk de eerste homobar in de Verenigde Staten was waar men van buiten naar binnen kon kijken. 
Tot dan toe hadden homobars en -clubs geblindeerde ramen zodat buitenstaanders niet konden zien wie er binnen en dus kennelijk homoseksueel was, iets waardoor men in die tijd nog zijn baan kon verliezen of sociaal buitengesloten werd. 
Door de ligging aan de overzijde van het station Castro van de San Francisco Municipal Railway (Muni) is de Twin Peaks Tavern vaak het eerste wat bezoekers van de homowijk Castro zien en vanwege de grote vensters symboliseert de zaak de openheid en gastvrijheid van deze buurt.
In 2003 verkochten Cunha en Forster de Twin Peaks Tavern aan Jeffrey Green en George Roehm die voordien als barkeepers in de zaak gewerkt hadden. Op 6 februari 2013 werd de Twin Peaks Tavern aangemerkt als gemeentelijk monument (Designated Landmark), waarmee het destijds de tweede bar in San Francisco was met die status.
Op 6 september 2022 werd de Nederlandse koningin Máxima ontvangen in de Twin Peaks Tavern, waar ze luisterde naar de zorgen van leden van de lhbt-gemeenschap. Dit was onderdeel van haar werkbezoek aan San Francisco dat in de Castro begon en waar ze ook de GLBT Historical Society en het Castro Theatre bezocht.